# 1120 en santé et médecine
| Années de la santé et de la médecine : 1117 - 1118 - 1119 - 1120 - 1121 - 1122 - 1123    |
| Décennies de la santé et de la médecine : 1090 - 1100 - 1110 - 1120 - 1130 - 1140 - 1150 |

Cet article présente les faits marquants de l'année 1120 en santé et médecine.

## Fondations
- Vers 1120 :

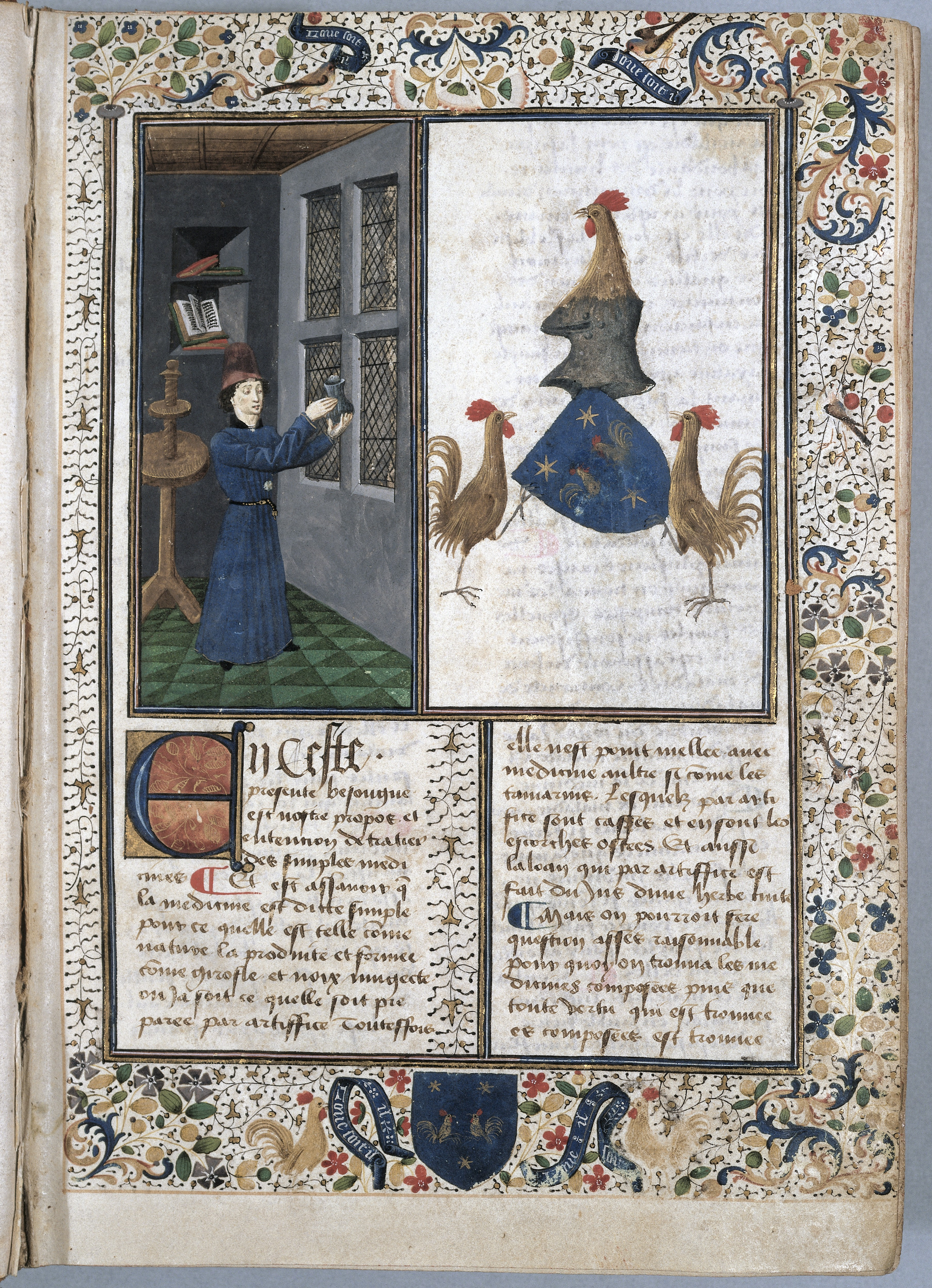
Platearius
Le Livre des simples
Manuscrit enluminé
(c. 1480-1500)

  - Fondation à Aubrac, sur le plateau du même nom, dans le Massif central, d'un hôpital pour les pèlerins et les voyageurs[2].
  - Fondation abbatiale de deux léproseries, l'une à Péronne en Santerre, l'autre à Saint-Quentin en Vermandois[3].
  - Fondation de la léproserie d'Entresaix, à Yenne, en Savoie, par Guigues Ier, prieur de la Grande Chartreuse[4].
  - À l'emplacement de l'actuel village de L'Hôpital-Saint-Blaise, sur le chemin de Saint-Jacques, fondation de l'hôpital de la Miséricorde[5].

## Divers
- Humbaud, archevêque de Lyon, excommunie tous les insectes de son diocèse, leur pullulement étant tenu, comme celui des rats, pour un présage de peste[6].

## Personnalités
- Fl. Guillaume, médecin laïque, qui assiste au testament de Pierre, seigneur de Chemillé, en Anjou[7].
- Vers 1120 : fl. Robert, médecin, cité dans une charte de Frédéric de Châtillon en faveur du prieuré de  Longpont, en Île-de-France[8].

## Naissances
- Liu Wansu (mort en 1200), médecin chinois, fondateur de l'« école du froid et du frais[9] ».
- 1120, 1118 ou 1110 : Mkhitar de Her (mort en 1200), médecin, physiologiste et astronome, généralement considéré comme « le père de la médecine classique en  Arménie[10],[11] ».
- Vers 1120 : Matthaeus Platearius (mort en 1161), médecin de Salerne, auteur d'un De medicinis simplicibus (« Livre des simples médecines ») où il « décrit 273 remèdes, essentiellement issus du monde végétal », et qui est « une date dans l'histoire de la botanique (et de la pharmacie[12]) ».
- Entre 1120 et 1125 : Jayavarman VII (mort en 1218), roi bouddhiste de l'Empire khmer, au cours du règne duquel « de nombreuses stèles de fondation d'hôpital attestent du développement de la médecine ayurveda[13] ».